# Come fare cose con le parole
Come fare cose con le parole (in inglese How to Do Things with Words) è una raccolta di lezioni tenute da John Langshaw Austin all'Università di Harvard nel 1955, pubblicate postume nel 1962. Considerata l'opera più riuscita di Austin, insieme al Tractatus logico-philosophicus e alle Ricerche filosofiche di Ludwig Wittgenstein è uno dei testi che ha maggiormente influenzato la filosofia del linguaggio del Novecento. Ad Austin è riconosciuto il merito di aver introdotto per la prima volta la teoria degli atti linguistici nella filosofia del linguaggio con la definizione di locuzione, illocuzione e perlocuzione. Tale teoria verrà in seguito resa sistematica con l‘opera Speech Acts di John Searle. Attraverso questi due autori nasce nella filosofia analitica l'ontologia sociale (termine ricavato dal fenomenologo Edmund Husserl), tuttavia preceduta da Adolf Reinach ma ora ampliata e puntualizzata.
Tale opera è ormai considerata un classico, alla quale si ispirano ancora, oltre i filosofi e i linguisti, anche studiosi di giurisprudenza, teoria della letteratura, sociologia e intelligenza artificiale.

## Nota alla traduzione
Nel linguaggio specifico di Austin vengono usati dei termini propri della lingua inglese che risultano nella traduzione italiana non sempre adeguati anche perché utilizzati in maniera differente nella tradizione logico-filosofica o linguistica. Ecco i principali, che rappresentano inoltre le parole chiave della teoria austiniana:
- Statement: asserzione (con accezione filosofica) o affermazione.
- Assertion: asserzione, più generica di statement
- Utterance: enunciato o enunciazione (l’ambiguità deriva dal fatto che nella lingua inglese il termine viene usato sia in riferimento  all'atto di proferire qualcosa, sia a ciò che è stato proferito)

## Atti performativi
La novità principale della teoria austiniana è quella degli atti linguistici  , secondo la quale il linguaggio non ha la sola funzione di dichiarare qualcosa, ma può anche costituire di per sé un’azione. A questo proposito introduce il concetto di atto performativo (derivato da to perform, eseguire), che si distingue dal constatativo (constative) perché non riporta nulla che possa classificarsi vero o falso e l’atto di pronunciare la frase stessa costituisce l'esecuzione di un'azione. A questo proposito Austin riporta alcuni esempi di performativi:
- «Sì (prendo questa donna come mia legittima sposa)» - pronunciato durante una cerimonia nuziale.
- «Battezzo questa nave "Queen Elizabeth"» - pronunciato rompendo la bottiglia contro la prua.
- «Quest'orologio lo lascio in eredità a mio fratello» - scritto in un testamento.
- «Scommetto mezzo scellino che domani pioverà»[3]

Risulta chiaro dagli esempi proposti che pronunciare queste frasi non è descrivere ciò che si sta facendo, ma farlo effettivamente.
Inoltre nel linguaggio comune i performativi possono essere espliciti o primari (piuttosto che impliciti). Un enunciato primario è ad esempio la frase: «Ci sarò»; un performativo esplicito: «io prometto che ci sarò». Un performativo esplicito a volte può rappresentare una locuzione di cortesia, che Austin chiama performativo comportativo (behabitive performative).

### Condizioni per lafelicità(happiness,felicity) dei performativi
Perché i performativi possano funzionare come azioni è necessario che vengano pronunciati nelle circostanze appropriate. Austin chiama infelicità (infelicity), ciò che può essere scorretto e perciò non funzionare in occasione di tali enunciati. In questo modo vengono elencate le condizioni di felicità dei performativi:
A. 1) Deve esistere una procedura convenzionalmente accettata avente un certo effetto convenzionale, procedura che deve includere l’atto di pronunciare certe parole da parte di certe persone in certe circostanze, e inoltre, 

A. 2) le particolari persone e circostanze in un dato caso devono essere appropriate per richiamarsi [invocation] alla particolare procedura cui ci si richiama.

B. 1) La procedura deve essere eseguita da tutti i partecipanti sia correttamente che

B. 2) completamente.
 
Γ. 1) Laddove, come spesso avviene, la procedura sia destinata all’impiego da parte di persone aventi certi pensieri e sentimenti, o all’inaugurazione di un certo comportamento consequenziale da parte di qualcuno dei partecipanti, allora una persona che partecipa e quindi si richiama alla procedura deve di fatto avere quei pensieri o sentimenti, e i partecipanti devono avere intenzioni di comportarsi in tal modo, e inoltre

Γ. 2) devono in seguito comportarsi effettivamente in tal modo. 
Se viene infranta una regola delle prime due categorie (ad esempio se viene battezzata la nave senza che a farlo sia il capitano, o se viene nominato senatore un cavallo,) l’atto non ha successo e quindi non viene compiuto e verrà chiamato colpo a vuoto. Se invece vengono violate le regole del terzo gruppo è compiuto un abuso, ma l’atto viene portato a termine. È il caso della pronuncia del "sì" durante l'atto matrimoniale quando non c'è la convinzione di sposarsi.
Austin riassume in uno schema le infelicità che corrispondono ad ogni punto:

## Atti locutori, illocutori e perlocutori
Secondo Austin un atto locutorio è l'atto più generale di dire qualcosa che comprenda la grammatica e la fonetica. Equivale a pronunciare una frase con un certo senso e riferimento; corrisponde al significato. Ad esempio: «Egli mi ha detto: "Sparale!"».
Con atto illocutorio (illocutory) Austin intende un enunciato con una certa forza. Sono atti illocutori enunciati come informare, avvertire, impegnarsi a fare qualcosa, consigli o ordini. Ad esempio: «Egli mi ha incitato a spararle».
L’atto perlocutorio (perlocutory) è una conseguenza dell'atto illocutorio ed è ciò che otteniamo col dire qualcosa, come convincere, persuadere, trattenere, sorprendere o ingannare. Ad esempio: «Egli mi ha indotto a spararle».

## Classi di forza illocutoria
Nell’ultima lezione (XII) Austin rinuncia a stilare una lista dei verbi performativi espliciti dichiarando che sia più necessaria una lista delle forze illocutorie di un enunciato che vengono divise in quattro categorie:
- Verdittivi (Verdictives): consistono nell'emissione di un verdetto (stima, calcolo, valutazione)
- Esercitivi (Exercitives): consistono nell’esercitare un potere, un diritto o un'influenza
- Commissivi (Commissives): consistono nel promettere o nell'assumersi un impegno
- Comportativi[6]: concernono il comportamento sociale, come congratularsi o sfidare
- Espositivi (Expositives): chiariscono un enunciato già espresso